# 雙子座19
雙子座19，又名BD+16 1178，HD 46031、SAO 95778、HR 2371，是雙子座的一颗恒星，视星等为6.4，位于銀經196.55，銀緯2.93，其B1900.0坐标为赤經6h 25m 52.2s，赤緯+15° 2.93′ 25″。